# Gimnastika na Poletnih olimpijskih igrah 1992
Gimnastika na Poletnih olimpijskih igrah 1992. Tekmovanja so potekala v osmih disciplinah za moške in šestih za ženske v športni gimnastiki ter v eni disciplini za ženske v ritmični gimnastiki med 26. julijem in 8. avgustom 1992 v Barceloniu. 

## Športna gimnastika

### Dobitniki medalj
| Disciplina          | Zlato | Srebro                                                                            | Bron |
| Mnogoboj ekipno     | SND · Valerij Belenki · Igor Korobčinski · Grigorij Misutin · Vitalij Ščerbo · Rustam Šaripov · Aleksej Voropajev | Kitajska · Guo Linjao · Li Čunjang · Li Dašuang · Li Ge · Li Džing · Li Šiaošuang | Japonska · Jutaka Aihara · Takaši Činen · Jošiaki Hatakeda · Jukio Iketani · Masajuki Macunaga · Daisuke Nišikava |
| Mnogoboj posamično  | Vitalij Ščerbo (EUN)                                                                                              | Grigorij Misutin (EUN)                                                            | Valerij Belenki (EUN)                                                                                             |
| Parter              | Li Šiaošuang (CHN)                                                                                                | Jukio Iketani (JPN) · Grigorij Misutin (EUN)                                      | |
| Konj z ročaji       | Vitalij Ščerbo (EUN) · Pae Gil-Su (PRK)                                                                           |                                                                                   | Andreas Wecker (GER)                                                                                              |
| Krogi               | Vitalij Ščerbo (EUN)                                                                                              | Li Džing (CHN)                                                                    | Andreas Wecker (GER) · Li Šiaošuang (CHN)                                                                         |
| Preskok             | Vitalij Ščerbo (EUN)                                                                                              | Grigorij Misutin (EUN)                                                            | Joo Ok Rjul (KOR)                                                                                                 |
| Enovišinska bradlja | Vitalij Ščerbo (EUN)                                                                                              | Li Džing (CHN)                                                                    | Igor Korobčinski (EUN) · Guo Linjao (CHN) · Masajuki Macunaga (JPN)                                               |
| Drog                | Trent Dimas (USA)                                                                                                 | Grigorij Misutin (EUN) · Andreas Wecker (GER)                                     | |

### Dobitnice medalj
| Disciplina          | Zlato | Srebro | Bron                                                                                           |
| Mnogoboj ekipno     | SND · Svetlana Boginska · Oksana Čusovitina · Rozalija Galijeva · Jelena Grudneva · Tatjana Gucu · Tatjana Lisenko | Romunija · Cristina Bontaş · Gina Gogean · Vanda Hădărean · Lavinia Miloşovici · Maria Neculiţă · Mirela Paşca | ZDA · Wendy Bruce · Dominique Dawes · Shannon Miller · Betty Okino · Kerri Strug · Kim Zmeskal |
| Mnogoboj posamično  | Tatjana Gucu (EUN)                                                                                                 | Shannon Miller (USA)                                                                                           | Lavinia Miloşovici (ROM)                                                                       |
| Preskok             | Lavinia Miloşovici (ROM) · Henrietta Ónodi (HUN)                                                                   | | Tatjana Lisenko (EUN)                                                                          |
| Dvovišinska bradlja | Lu Li (CHN) | Tatjana Gucu (EUN)                                                                                             | Shannon Miller (USA)                                                                           |
| Gred                | Tatjana Lisenko (EUN)                                                                                              | Lu Li (CHN) · Shannon Miller (USA)                                                                             |                                                                                                |
| Parter              | Lavinia Miloşovici (ROM)                                                                                           | Henrietta Ónodi (HUN)                                                                                          | Cristina Bontaş (ROM) · Shannon Miller (USA) · Tatjana Gucu (EUN)                              |

## Ritmična gimnastika

### Dobitnice medalj
| Disciplina | Zlato                      | Srebro                 | Bron                  |
| Mnogoboj   | Aleksandra Timošenko (EUN) | Carolina Pascual (ESP) | Oksana Skaldina (EUN) |

## Medalje po državah
| Poz | Država         | Zlato | Srebro | Bron | Skupaj |
| 1   | SND            | 10    | 5      | 5    | 20     |
| 2   | Kitajska       | 2     | 4      | 2    | 8      |
| 3   | Romunija       | 2     | 1      | 2    | 5      |
| 4   | ZDA            | 1     | 2      | 3    | 6      |
| 5   | Madžarska      | 1     | 1      | 0    | 2      |
| 6   | Severna Koreja | 1     | 0      | 0    | 1      |
| 7   | Nemčija        | 0     | 1      | 2    | 3      |
| 7   | Japonska       | 0     | 1      | 2    | 3      |
| 9   | Španija        | 0     | 1      | 0    | 1      |
| 10  | Južna Koreja   | 0     | 0      | 1    | 1      |